# Philips P2000

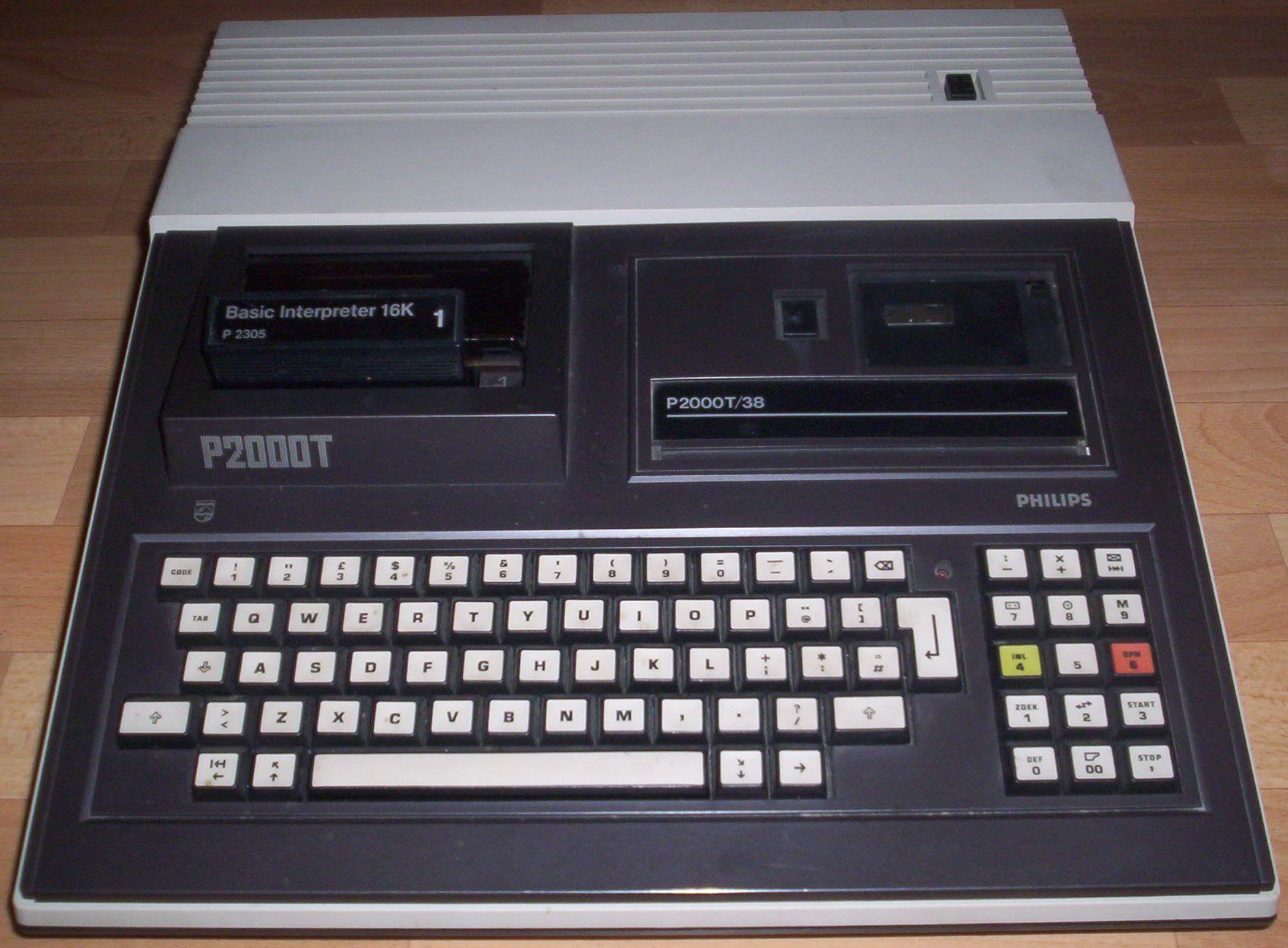
Philips P2000T

Die P2000-Desktop-Serie war nach dem Videopac G7000 der erste Versuch von Philips, auf dem Heimcomputer-Markt Fuß zu fassen. Im März 1980 wurden die beiden Versionen P2000M und P2000T veröffentlicht. Im Jahr 1983 wurde das Modell P2000 C vorgestellt.
Der Hauptunterschied zwischen den Versionen „M“ und „T“ lag im Video-Interface. Die T-Version, welche für den Heim- und Ausbildungsbereich vorgesehen war, konnte an einen Fernseher oder an einen RGB-Monitor angeschlossen werden. Der Videochip dieser Version war ein Chip für Teletext, was relativ günstig war, aber die Grafikfähigkeiten doch sehr einschränkte. Die professionellere M-Version hatte eine zusätzliche 80-Zeichen-Karte, wodurch man sie an einen monochromen Monitor anschließen konnte. Diese Version wurde zusammen mit einem Monitor vertrieben, in dessen Gehäuse auch zwei 5,25″-Diskettenlaufwerke Platz fanden. Hiermit konnte auch CP/M als Betriebssystem genutzt werden. Es gab keine eingebaute Programmiersprache, da das ROM von 4 KB nur ein Grundsystem und einige Ein- & Ausgaberoutinen beinhaltete. Zwei Plätze für Steckmodule erlaubten es, den Computer um ROM-Module (Steckplatz 1) oder Schnittstellen-Karten (Steckplatz 2), wie Modem oder eine Druckerschnittstelle, zu erweitern. Auch ein BASIC konnte über solch ein Steckmodul nachgerüstet werden. Durch die unterschiedlichen Videointerfaces waren die T- und die M-Version nicht 100 % zueinander kompatibel.
Programme und Daten konnten auf einem eingebauten Mini-Kassettenlaufwerk mit einer Kapazität von 42 KB gespeichert werden. Dieses Laufwerk wurde vom Benutzer aus wie ein Diskettenlaufwerk mit automatischer Suche nach einem Programm (CLOAD-Befehl) und Ermittlung des zur Verfügung stehenden freien Speichers (CSAVE-Befehl) behandelt. Ein Befehl erlaubte es, das Inhaltsverzeichnis einer Kassette anzeigen zu lassen.
Die P2000 hatten in Europa keinen großen Erfolg. Die Fertigung der Computer fand in Österreich statt. Eine gewisse Verbreitung fanden die Computer in niederländischen und deutschen Schulen.

## Technische Daten
(Quelle: )
- Erscheinungsjahr: 1980
- Hersteller: Philips
- Prozessor: Zilog Z80, 2,5 MHz
- ROM: 4 KB
- RAM: 16 KB
- Betriebssystem: eigenes, CP/M
- Text: 40 × 24
- Farben: 7
- Ton: mono (intern)
- interne Laufwerke: Mini-Kassette (42 KB)
- Schnittstellen: 2× Steckmodul, RS-232, RGB, HF-Modulator

Das Modell P2000 C wurde 1983 vorgestellt. Es war eine tragbare Version mit zwei Diskettenlaufwerken und 320 KB oder 640 KB Kapazität. Als Besonderheit war das Gerät tragbar ausgeführt, mit integriertem 9-Zoll-Monochrom-Monitor. Die Tastatur war als Deckel ausgeführt. Es wurden von diversen Firmen Umbauversionen mit Festplatte (5–20 MB Kapazität) angeboten. Diese Ausführung hatte die Festplatte anstelle des Monitors verbaut, so dass man einen größeren externen monochromen Monitor anschließen konnte. Als Betriebssystem war anfangs CP/M vorgesehen, jedoch gab es auch Erweiterungen mit einem 16-Bit-Prozessor, auf dem dann eine DOS-Version lauffähig war. Als Software wurde serienmäßig WordStar und CalcStar ausgeliefert, was eine gewisse professionelle Nutzung erlaubte. Auch wurde eine Version von Texas Instruments angeboten, einer Textverarbeitung die innerhalb des Textes rechnen konnte, was z. B. das Erstellen von Rechnungen erlaubte.
- Erscheinungsjahr: 1983
- Hersteller: Philips
- Prozessor: Zilog Z80, 8-bit
- ROM: 16 KB
- RAM: 64 KB
- Betriebssystem: eigenes, CP/M oder DOS
- Text: 80 × 24
- Farben: monochrom
- Ton: mono (intern)
- interne Laufwerke: 2× Diskettenlaufwerk 5,25″
- Schnittstellen: 2× Steckmodul,
- Software: Wordstar, Calcstar, Schach, Dateiübertragung, div. Weitere